# غودفري كيلي
غودفري كيلي (بالإنجليزية: Godfrey Kelly) هو متسابق يخت باهاماسي، ولد في 21 ديسمبر 1928.

## وصلات خارجية
- غودفري كيلي على موقع أوليمبيديا (الإنجليزية)